# Mistrzostwa Polski w Szermierce 2013
Mistrzostwa Polski w Szermierce 2013 - 84. edycja indywidualnie i 73. edycja drużynowych Mistrzostw Polski odbyła się w dniach 31 maja - 3 czerwca 2013 w Śremie 

## Klasyfikacja medalowa
| Msc | Klub                    | złoto | srebro | brąz | Razem |
| --- | ----------------------- | ----- | ------ | ---- | ----- |
| 1.  | AZS AWF Warszawa        | 2     | 3      | 5    | 10    |
| 2.  | Sietom AZS AWFiS Gdańsk | 2     | 2      | 4    | 8     |
| 3.  | AZS AWF Wrocław         | 2     | 0      | 1    | 3     |
| 4.  | AZS AWF Katowice        | 1     | 3      | 1    | 5     |
| 5.  | KKS Kraków              | 1     | 2      | 1    | 4     |
| 6.  | AZS AWF Poznań          | 1     | 0      | 1    | 2     |
| =   | OŚ AZS Poznań           | 1     | 0      | 1    | 2     |
| =   | KKSz Konin              | 1     | 0      | 1    | 2     |
| 9.  | Wrocławianie            | 1     | 0      | 0    | 1     |
| 10. | TMS Sosnowiec           | 0     | 1      | 1    | 2     |
| =   | AZS AWF Kraków          | 0     | 1      | 1    | 2     |
| 12  | Budowlani Toruń         | 0     | 0      | 1    | 1     |

## Medaliści

### kobiety
| Konkurencja:            | Złoto:                                                                                       | Srebro:                                                                                          | Brąz:                                                                                       |
| Medalistki indywidualne |                                                                                              |                                                                                                  |                                                                                             |
| floret                  | Martyna Synoradzka (AZS AWF Poznań)                                                          | Marta Łyczbińska (Sietom AZS AWFiS Gdańsk)                                                       | Marika Chrzanowska (Budowlani Toruń) Magdalena Knop (Sietom AZS AWFiS Gdańsk)               |
| szabla                  | Katarzyna Kędziora (OŚ AZS Poznań)                                                           | Małgorzata Kozaczuk (AZS AWF Warszawa)                                                           | Marta Puda (TMS Sosnowiec) Aleksandra Socha (AZS AWF Warszawa)                              |
| szpada                  | Renata Knapik-Miazga (KKS Kraków)                                                            | Dominika Mosler (AZS AWF Katowice)                                                               | Magdalena Piekarska (AZS AWF Warszawa) Katarzyna Dąbrowa (AZS AWF Warszawa)                 |
| Medalistki drużynowe    |                                                                                              |                                                                                                  |                                                                                             |
| floret drużynowo        | Sietom I AZS AWF Gdańsk Karolina Chlewińska Magdalena Knop Marta Łyczbińska Hanna Łyczbińska | Sietom II AZS AWF Gdańsk Natalia Gołębiowska Monika Paliszewska Emilia Rygielska Zuzanna Sobczak | AZS AWF I Poznań Agata Kantorska Martyna Synoradzka Zuzanna Wieczorek Małgorzata Wojtkowiak |
| szabla drużynowo        | AZS AWF I Warszawa Małgorzata Kozaczuk Matylda Ostojska Aleksandra Socha Martyna Wątora      | TMS I Sosnowiec Marta Puda Karolina Walczak Angelika Wątor Marta Wątor                           | OŚ AZS Poznań Katarzyna Kędziora Antonina Remlein Irena Więckowska Agnieszka Zdrojewska     |
| szpada drużynowo        | AZS AWF I Warszawa Katarzyna Dąbrowa Natalia Królak Magdalena Piekarska Małgorzata Stroka    | KKS I Kraków Joanna Eichler Iga Janecka Renata Knapik-Miazga Aleksandra Zamachowska              | AZS AWF Wrocław Blanka Błach Julia Jurecka Justyna Kaca Kamila Strug                        |

### mężczyźni
| Konkurencja:           | Złoto:                                                                                    | Srebro:                                                                                | Brąz:                                                                                |
| Medaliści indywidualni |                                                                                           |                                                                                        |                                                                                      |
| floret                 | Filip Płocharski (Sietom AZS AWFiS Gdańsk)                                                | Michał Majewski (AZS AWF Warszawa)                                                     | Radosław Glonek (Sietom AZS AWFiS Gdańsk) Paweł Kawiecki (Sietom AZS AWFiS Gdańsk)   |
| szabla                 | Adam Skrodzki (AZS AWF Katowice)                                                          | Jakub Ociński (AZS AWF Katowice)                                                       | Jakub Kacprzak (KKSz Konin) Daniel Olejnik (AZS AWF Warszawa)                        |
| szpada                 | Tomasz Motyka (AZS AWF Wrocław)                                                           | Radosław Zawrotniak (AZS AWF Kraków)                                                   | Mateusz Antkiewicz (AZS AWF Katowice) Kamil Wrona (KKS Kraków)                       |
| Medaliści drużynowi    |                                                                                           |                                                                                        |                                                                                      |
| floret drużynowo       | Wrocławianie I Andrzej Rządkowski Radosław Pietrusiewicz Leszek Rajski Paweł Szumielewicz | AZS AWF I Warszawa Ludwik de Bazelaire Michał Majewski Bartosz Łukowski Jakub Surwiłło | Sietom AZS AWF II Gdańsk Piotr Janda Filip Płocharski Tomasz Sinoracki Maciej Włosek |
| szabla drużynowo       | KKSz I Konin Łukasz Gal Jakub Kacprzak Patryk Pałasz Adrian Stanisławski                  | AZS AWF I Katowice Kamil Marzec Jakub Ociński Adam Skrodzki Marcin Wystel              | AZS AWF I Warszawa Michał Kosman Daniel Olejnik Sebastian Więch Mariusz Wróbel       |
| szpada drużynowo       | AZS AWF I Wrocław Michał Adamek Roland Gromada Tomasz Motyka Maciej Szumski               | KKS I Kraków Marcel Baś Felix Fraś Mieszko Fraś Kamil Wrona                            | AZS AWF I Kraków Filip Broniszewski Piotr Kruczek Jan Sobiecki Radosław Zawrotniak   |